# Superzemě

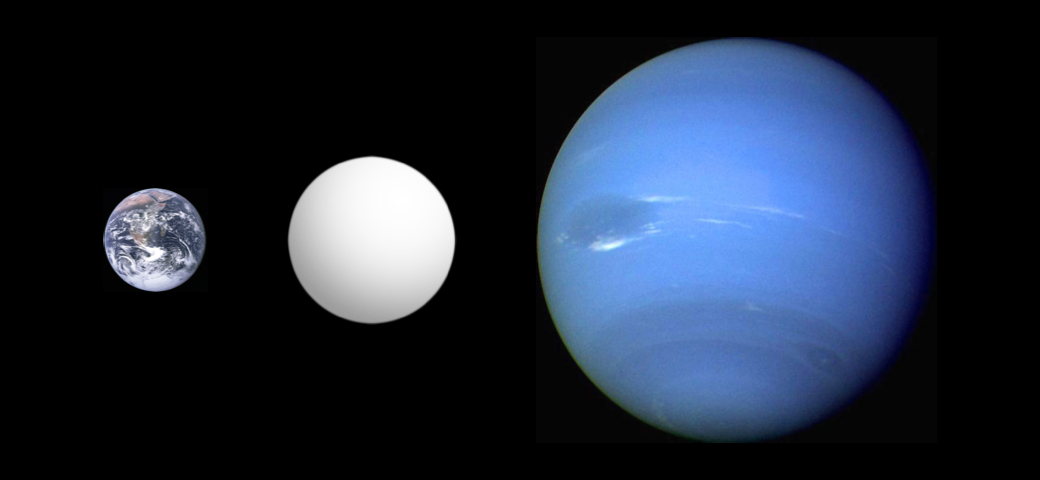
Zleva Země, superzemě COROT-7b ze souhvězdí Jednorožce a Neptun

Superzemě je označení exoplanety, jejíž hmotnost nepřesahuje desetinásobek hmotnosti Země. Zpočátku byly objeveny mimo sluneční soustavu pouze planety typu plynný obr, na nichž je existence vyšších forem života krajně nepravděpodobná. Teprve ve 21. století se podařilo najít terestrické planety, které by mohly být obyvatelné (s dýchatelnou atmosférou, snesitelnou gravitací a bez extrémních teplotních výkyvů).